# Блу-Лейк (Каліфорнія)
Блу-Лейк (англ. Blue Lake) — місто (англ. city) в США, в окрузі Гумбольдт штату Каліфорнія. Населення — 1208 осіб (2020).

## Географія
Блу-Лейк розташований за координатами 40°53′0″ пн. ш. 123°59′42″ зх. д. / 40.88333° пн. ш. 123.99500° зх. д. (40.883443, -123.994875).  За даними Бюро перепису населення США в 2010 році місто мало площу 1,61 км², з яких 1,53 км² — суходіл та 0,08 км² — водойми.

## Демографія
Згідно з переписом 2010 року, у місті мешкали 1253 особи в 542 домогосподарствах у складі 310 родин. Густота населення становила 778 осіб/км².  Було 572 помешкання (355/км²).
Расовий склад населення:
| - 87,3 % — білих - 4,4 % — корінних американців - 1,0 % — азіатів - 0,4 % — чорних або афроамериканців - 0,3 % — вихідців з тихоокеанських островів - 1,9 % — осіб інших рас |

До двох чи більше рас належало 4,6 %. Частка іспаномовних становила 6,5 % від усіх жителів.
За віковим діапазоном населення розподілялося таким чином: 19,8 % — особи молодші 18 років, 70,1 % — особи у віці 18—64 років, 10,1 % — особи у віці 65 років та старші. Медіана віку мешканця становила 38,3 року. На 100 осіб жіночої статі у місті припадало 95,8 чоловіків;  на 100 жінок у віці від 18 років та старших — 92,9 чоловіків також старших 18 років.
Середній дохід на одне домашнє господарство  становив 66 208 доларів США (медіана — 56 991), а середній дохід на одну сім'ю — 78 568 доларів (медіана — 68 750). За межею бідності перебувало 18,4 % осіб, у тому числі 12,6 % дітей у віці до 18 років та 6,2 % осіб у віці 65 років та старших.
Цивільне працевлаштоване населення становило 682 особи. Основні галузі зайнятості: освіта, охорона здоров'я та соціальна допомога — 24,2 %, мистецтво, розваги та відпочинок — 20,1 %, транспорт — 9,8 %, будівництво — 6,9 %.